# Tamirat Tola
Tamirat Tola (amharisch ታምራት ቶላ; * 11. August 1991) ist ein äthiopischer Langstreckenläufer, der sowohl im Straßenlauf als auch im Bahn- und Crosslauf erfolgreich ist.
Bei den Olympischen Spielen 2024 in Paris gewann er die Goldmedaille im Marathonlauf.

## Sportliche Laufbahn
Tolas erstes nennenswertes internationales Resultat war sein Sieg beim Budweis-Halbmarathon 2013 in 1:02:04 h. Im selben Jahr wurde er in 1:01:27 h Vierter beim Ústí-Halbmarathon. 2014 gab er in Dubai sein Debüt über die Marathondistanz und belegte in 2:06:17 h den vierten Platz.
2015 siegte Tola bei den äthiopischen Crosslaufmeisterschaften und qualifizierte sich damit für die Crosslauf-Weltmeisterschaften in Guiyang. Dort belegte er den sechsten Platz in der Einzelwertung und gewann zusammen mit Muktar Edris, Hagos Gebrhiwet und Atsedu Tsegay die Nationenwertung. Beim Yangzhou-Jianzhen-Halbmarathon wurde er Fünfter und steigerte seine Bestleistung auf 1:00:08 h.
Außerdem trat er beim Berlin-Marathon an, konnte das Rennen aber nicht beenden. Er schloss die Saison mit einem Sieg beim BOclassic über 10 Kilometer ab.

### Olympische Spiele 2016
Bei den Halbmarathon-Weltmeisterschaften 2016 in Cardiff belegte Tola in 1:00:06 h den fünften Platz in der Einzelwertung und zusammen mit Abayneh Ayele und Mule Wasihun Platz zwei in der Teamwertung. Seinen bis dahin wohl bedeutendsten Erfolg feierte er mit dem Gewinn der Bronzemedaille im 10.000-Meter-Lauf bei den Olympischen Spielen in Rio de Janeiro.
Am 20. Januar 2017 siegte Tola beim Dubai-Marathon und stellte mit einer Zeit von 2:04:11 h zugleich einen neuen Streckenrekord auf.
Am 1. April gewann er den Prag-Halbmarathon in 59:37 min. Bei den Weltmeisterschaften in London holte er im Marathonlauf in 2:09:49 h die Silbermedaille hinter dem Kenianer Geoffrey Kipkorir Kirui.
2018 steigerte Tola seine persönliche Bestleistung als Dritter beim Dubai-Marathon auf 2:04:06 h, verlor aber den Streckenrekord an seinen Landsmann und Sieger in 2:04:00 h Mosinet Geremew. Den Boston-Marathon im April gab er wie viele andere Profis auch wegen der herrschenden, widrigen Wetterbedingungen vorzeitig auf.
Beim New-York-City-Marathon im November belegte er in 2:08:30 Stunden den vierten Platz. An Silvester gewann er zum zweiten Mal nach 2015 das BOClassic.
2019 wurde Tola Sechster beim London-Marathon, gewann den Bogotá-Halbmarathon und belegte beim Great North Run den zweiten Rang hinter dem sechsmaligen Sieger Mo Farah. Beim New-York-City-Marathon erreichte er wie im Vorjahr den vierten Platz. 2020 wurde Tola erneut Sechster beim London-Marathon.
2021 erzielte Tola bei seinem Sieg beim Amsterdam-Marathon in 2:03:37 h einen neuen Streckenrekord und eine neue persönliche Bestleistung.
Bei den Weltmeisterschaften 2022 in Eugene wurde Tola in 2:05:36 h Weltmeister im Marathon.
Beim New-York-City-Marathon 2023 siegte Tola in neuem Streckenrekord von 2:04:58 h.

### Olympische Spiele 2024
Für seinen Olympiasieg am 10. August 2024 in Paris benötigte der 32-Jährige auf einer Strecke mit vielen Steigungen 2:06:26 h. Damit verbesserte Tola den 16 Jahre alten Olympiarekord um sechs Sekunden.

## Persönliche Bestzeiten
- 10.000 Meter: 26:57,33 min, 27. Mai 2016, Eugene
- Halbmarathon: 59:37 min, 1. April 2017, Prag
- Marathon: 2:03:37 h, 17. Oktober 2021, Amsterdam